# بطاطس الحرية

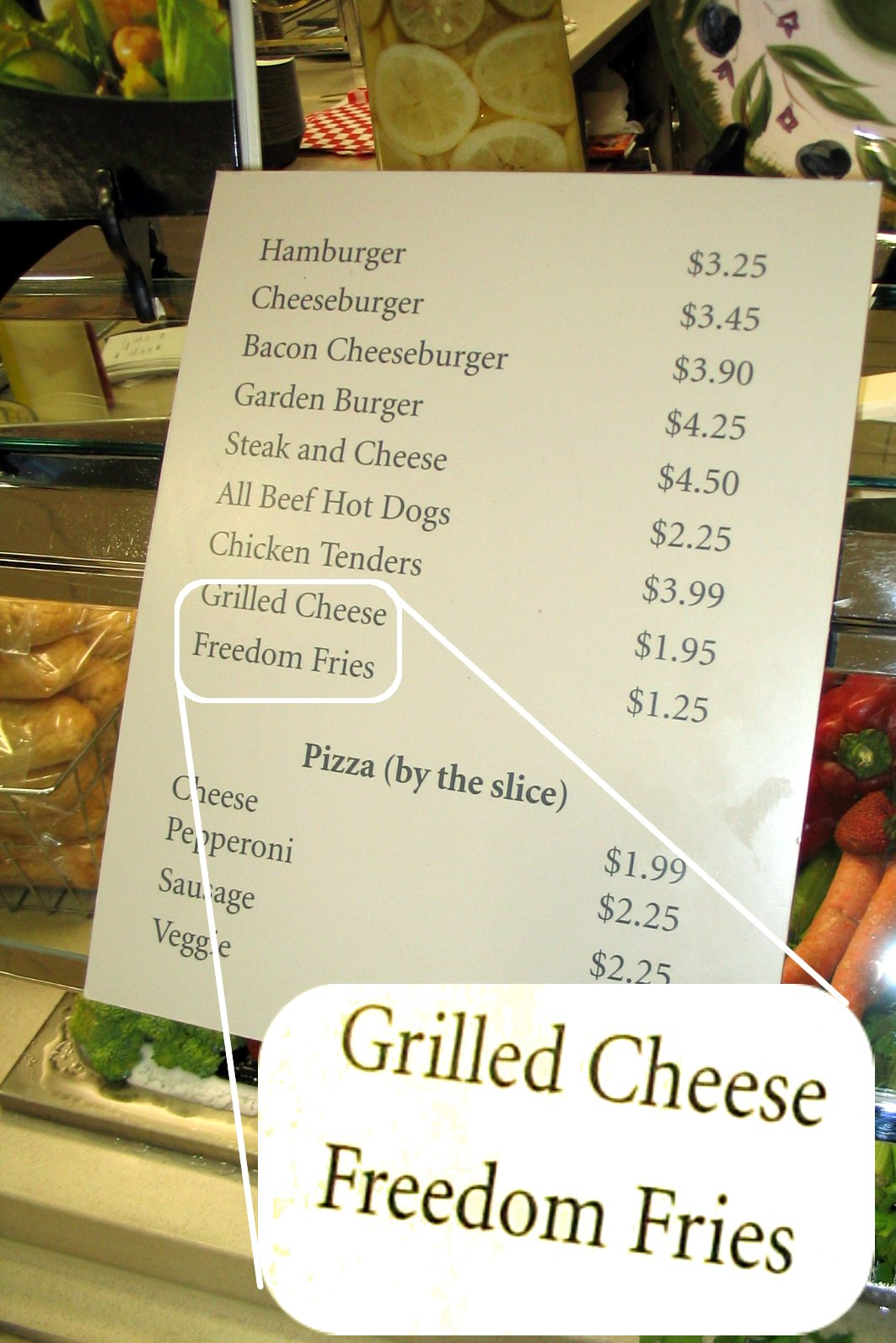
قائمة طعام في كافيتريا الكونحرس تتضمن "بطاطس الحرية"
بطاطس الحرية كانت كناية في المجال السياسي عن البطاطس المقلية في الولايات المتحدة الأمريكية. ظهر المصطلح في عام 2003 عندما قرر الرئيس الجمهوري للجنة إدارة البيت بوب ني (Bob Ney) إعادة تسمية اليطاطس المقلية عناصر قائمة الطعام في كافيترية الكونجرس ردا على المعارضة الفرنسية للغزو المقترح للعراق. على الرغم من أن أن كثير من المطاعم دعمت فكرة تغيير قوائمهم إلا أن ذلك المصطلح قل استخدامه بسبب قلة دعم لحرب العراق. بعد استقالة ناي من منصب رئيس مجلس الإدارة عام 2006 تم إعادة استخدام المصطلح مرة أخرى بشكل هادئ.

## الخلفية

### المعارضة الفرنسية للحرب
بعد هجوم 11 سبتمبر من قبل القاعدة وبعد تصريح جورج بوش بالقضاء على الإرهاب تم اقتراح فكرة غزو العراق. ومن خلال مداولات مجلس الأمن التابع للأمم المتحدة أوضح وزير الخارجية الفرنسي دومينيك دو فيلبان بأن فرنسا لم تدعم ولم تشارك في الغزو. ذلك سبب بأن يتهم بعض الأمريكيين فرنسا بالخيانة وإشعال المشاعر المعادية للفرنسيين السابقة في الولايات المتحدة.

### إعادة التسمية لأول مرة
بدأ إعادة تسمية المصطلح كان في فبراير عام 2003 عن طريق نيل رولاند، صاحب مطعم كوبيز في بوفورت كارولاينا الشمالية. الذي قال أنه كان متشجعًا بسبب تجربة مماثلة خاضها في الحرب العالمية الأولى ضد ألمانيا، عندما كان مخلل الملفوف يسمى بحرية الملفوف والفرانكفورد أعيد تسميته لنقانق. وفي مقابلة عن تغيير الاسم، أشار رولاند (بما أن فرنسا تتراجع في الحرب) فيجب حظر البطاطس المقلية وحظر أي شيء فرنسي. حصل رولاند صاحب مطعم كوبيز في مارس عام 2007 تسجيل العلامة التجارية لمصطلح حرية البطاطس، حصل أيضا على دعم من داريوس بالو صاحب متجر NC الذي قد فعل نفس الشيء.